# Свободненский регион Забайкальской железной дороги
Свободненское отделение Забайкальской железной дороги — территориальное структурное подразделение филиала РЖД «Забайкальская железная дорога».
Предприятие обслуживает основную линию Уруша — Архара и вспомогательные участки: Благовещенский, Райчихинский, Поярковский. Общая эксплуатационная протяжённость пути составляет 1110 километров. Общая численность работающих составляет 19556 человек.

## История
Создано 19 сентября 1959 года, после присоединения Амурской железной дороги к Забайкальской железной дороге как Свободненское отделение последней, на базе переведённого в город Свободный Белогорского отделения.
Основная линия электрифицирована с 1982 по 1987 годы.

## Структура
Региону подчинены: 59 станций, в том числе 9 распорядительных: Уруша, Сковородино, Шимановская, Завитая, Бурея, Михайло-Чесноковская, Магдагачи, Белогорск, Благовещенск). В состав входят также 3 локомотивных депо, 3 вагонных депо, 8 дистанций пути, 5 дистанций сигнализации и связи, 5 дистанций гражданских сооружений, 4 энергоучастка и другие предприятия.